# ドーリオー・アンソニー・ドワイヤー
ドーリオー・アンソニー・ドワイヤー（Doriot Anthony Dwyer, 1922年3月6日 - 2020年3月14日）は、アメリカのフルート奏者。
イリノイ州ストリータにてドーリオー・アンソニー(Doriot Anthony)として生まれる。８歳の時からフルーティストだった母親の手ほどきでフルートを始め、9歳からシカゴ交響楽団の首席フルート奏者であるアーネスト・リーグルの薫陶を受けた。またカーティス音楽院への入学こそ出来なかったが、ウィリアム・キンケイドの個人教授やジョルジュ・バレルの指導も受けた。1939年からイーストマン音楽学校に進学し、オーケストラのフルート奏者としての訓練を積んだ。1943年からワシントン・ナショナル交響楽団の次席フルート奏者を務め、1946年からロサンジェルス・フィルハーモニックの次席フルート奏者に転出した。1952年から1990年までボストン交響楽団の首席フルート奏者を務めた。
フルート教師としては、1946年から1952年までポモナ・カレッジ、1953年からニューイングランド音楽院で教鞭を執った。1973年からボストン大学、1990年からボストン音楽院で後進の指導に当たった。
ローレンスにて死去。